# Jacques Mézard
Jacques Mézard (ur. 3 grudnia 1947 w Aurillac) – francuski polityk, prawnik i samorządowiec, działacz Lewicowej Partii Radykalnej, parlamentarzysta, w 2017 minister rolnictwa, od 2017 do 2018 minister spójności terytorialnej, członek Rady Konstytucyjnej.

## Życiorys
Ukończył prawo na Université Panthéon-Assas, po czym podjął pracę w zawodzie adwokata. Do połowy lat 70. praktykował w Paryżu, ucząc równocześnie na Université Panthéon-Sorbonne. W latach 1977–2009 był adwokatem w Aurillac, gdzie m.in. kierował samorządem adwokackim.
Zaangażował się w działalność polityczną w ramach Lewicowej Partii Radykalnej, w 1979 objął przewodnictwo jej struktur w departamencie. Od 1983 wybierany na radnego Aurillac, do 1992 pełnił funkcję zastępcy mera. W latach 1994–2008 był członkiem rady departamentu. W 2008 i 2014 powoływany w skład francuskiego Senatu z departamentu Cantal. W 2011 został przewodniczącym senackiej frakcji RDSE, skupiającej senatorów związanych z historycznym nurtem radykalnym.
W maju 2017 objął urząd ministra rolnictwa i żywności w nowo powołanym gabinecie Édouarda Philippe’a. W czerwcu 2017 przeszedł na stanowisko ministra spójności terytorialnej w drugim rządzie tegoż premiera. Zakończył urzędowanie w październiku 2018.
W marcu 2019 zasiadł w Radzie Konstytucyjnej na dziewięcioletnią kadencję.

## Odznaczenia
- Kawaler Orderu Narodowego Zasługi (1997)[7]
- Komandor Orderu Zasługi Rolniczej (z urzędu, 2017)[8]